# Síndrome de Crouzon
A síndrome de Crouzon, acrocefalossindactilia tipo II ou disostose craniofacial foi descrita pela primeira vez em 1921 por Louis Crouzon e constitui uma das síndromes do grupo das acrocefalossindactilias. Esse grupo heterogêneo de síndromes caracteriza-se por uma fusão (ou sinostose) sutural prematura que ocorre isoladamente ou associada a outras anomalias.
A síndrome de Crouzon, assim como a de Apert, é a mais conhecida e incidente, podendo ser diferenciada da simples craniostenose pela sua associação com  malformações  faciais. 

## Etiologia
Assim como outras craniostenoses, a síndrome de Crouzon está associada a uma mutação do gene FGFR2 (sigla do inglês fibroblast growth factor receptor 2) localizado no  locus q26 do cromossomo 10. Alguns estudos sugerem que a idade paterna possa aumentar o risco dessa patologia. Existem dois alelos dessa mutação. 

## Incidência
1:50 000 nascidos 

## Características Gerais
A síndrome de Crouzon é uma doença rara, que compromete o desenvolvimento do esqueleto crânio-facial e que, apesar de incomum, possui 50% de risco de transmissão quando um dos pais possui a doença.
Não há distinção de acometimento quanto ao sexo, porém quando as craniostenoses são dos tipos sagitais e metópicas sua predominância aumenta no sexo masculino, enquanto a craniostenose coronal é mais encontrada no sexo feminino. Essa síndrome pode ser evidenciada ao nascimento ou durante a infância, sendo progressiva com o inicio do primeiro ano de vida ou, mais frequentemente, aparecendo apenas aos dois anos de idade. Existem ainda formas precoces e congênitas da doença nas quais a sinostose começa ainda dentro do útero e já é manifestada ao nascimento, com deformidades faciais como a hipoplasia maxilar superior, responsável por dificuldades respiratórias, e exoftalmia.
Essa condição tem por características básicas deformidades do crânio, anomalias faciais e exoftalmia, conjunto de sintomas que hoje constituem a chamada tríade da doença de Crouzon. Nesta, o fechamento prematuro de suturas cranianas e a sinostose prematura de suturas centrofaciais e da base do crânio, conferem-lhe uma configuração braquiocefálica, ou seja, crânio alto e em forma de torre. Uma vez que a sutura se torne fundida, o crescimento perpendicular a esta se torna restrito e os ossos fundidos agem como uma única estrutura óssea, ocorrendo, assim, crescimento compensatório nas suturas abertas restantes para dar continuidade ao desenvolvimento do cérebro ocasionando crescimento ósseo anormal e produção de deformidades faciais. Além disso, tal situação provoca um desequilíbrio entre o crescimento ósseo (craniano) e de partes moles (encefálico), levando por vezes ao surgimento de hipertensão intracraniana (HIC) pela restrição do crescimento cerebral, que pode acarretar em prejuízo no desenvolvimento cognitivo destes pacientes.
Em síntese, é uma mutação de um gene, chamado FGFR2, responsável por coordenar o encaixe dos ossos do crânio e rosto.
Seus sinais exteriores são deformidades na cabeça, ossos faciais afundados, olhos separados, testa protuberante.
Através de cirurgias é possível a separação e reconstrução dos ossos do crânio, realinhamento do maxilar, olhos e nariz.
(fonte: Revista Veja, edição 2293, nº 44, 31 de outubro de 2012)

## Sintomas
Entre as dificuldades afetadas por um paciente com essa síndrome, destacam-se problemas mentais, em que o QI é muito abaixo do normal, problemas visuais, problemas auditivos, respiratórios, digestórios (relacionados à mastigação), cardíacos, morfológicos, anatômicos e de comunicação (relacionados à fala). Além disso, os portadores dessa doença sofrem com o défice de atenção, dificuldade de aprendizado e alteração comportamental.
| Sintomas relacionados com a visão                                     | Órbitas rasas, exolftalmia, proptose ocular bilateral (protrusão anormal do globo ocular), hipertelorismo (deformação congênita do crânio e da face, manifestando-se por afastamento excessivo dos olhos, com alargamento da raiz do nariz), estrabismo divergente (o desvio de um dos olhos é para dentro, voltado para o nariz), atrofia ótica (perda de algumas ou da maioria das fibras do nervo ótico), conjuntivite ou ceratoconjuntivite de exposição e redução da acuidade visual (característica do olho de reconhecer dois pontos muito próximos). Em raros casos podem estar presentes nistagmo (movimentos oculares oscilatórios, rítmicos e repetitivos dos olhos), anisocoria (tamanho desigual das pupilas), catarata, glaucoma e luxação (deslocamento de um ou mais ossos de uma articulação) do globo ocular. |
| Sintomas relacionados com a audição                                   | Hipoacusia (surdez), malformações do ouvido médio, perda auditiva condutiva não progressiva em um terço dos casos, e ainda perda auditiva mista. |
| Sintomas relacionados com a respiração                                | Angústia respiratória aguda, dispneia (falta de ar) do tipo polipneia (respiração muito rápida e ofegante) e apneia do sono (interrupção da entrada de ar nasal e oral), seios paranasais reduzidos |
| Sintomas cardíacos                                                    | Malformações ventriculares |
| Sintomas relacionados a características morfológicas e dermatológicas | Fronte larga, nariz com aspeto adunco, Acantose Nigricans (desordem que causa manchas aveludadas, cor marrom a preto, geralmente no pescoço, por baixo do braço, ou na região inguinal), sendo a principal manifestação dermatológica da síndrome de Crouzon, sendo detetável após a infância. |
| Sintomas relacionados à anatomia                                      | Achatamento da região occipital (região posterior do crânio conhecido como nuca), relativa protuberância fronto-occipital, hipoplasia centrofacial, moderada braquicefalia (sutura coronal se funde prematuramente), impressões cerebriformes, alargamento da fossa hipofisária. |

## Anomalias dentárias em portadores da síndrome de Crouzon
A síndrome de Crouzon envolve diversos sintomas que são característicos dessa anomalia. No entanto, os pacientes portadores dessa síndrome apresentam certa prevalência de anomalias dentárias, principalmente relacionadas à erupção, provavelmente resultante da grande hipoplasia maxilar apresentada.
Em geral, os pacientes com a síndrome de Crouzon apresentam hipoplasia centrofacial e maxilar e prognatismo mandibular (mandíbula extremamente pronunciada), e em alguns casos podem apresentar ainda a atresia maxilar, que é uma relação anormal entre os maxilares, onde os dentes superiores estão dispostos de forma mais estreita que os inferiores, levando, assim, a uma má oclusão dentária. Alguns indivíduos podem apresentar arco dental maxilar em forma de V com dentes muito espaçados e aglomerados. Na boca, existem casos de pacientes com estreitamento do palato duro, fissura congênita do céu da boca, a fenda palatina, palato em ogiva, com uma região côncava no osso palatal, e úvula bífida.
Além disso, existem ainda casos de apinhamento dentário, problema geralmente relacionado a um excesso de volume dentário ou a uma base óssea pequena demais para comportar os dentes. Indivíduos com a síndrome de Crouzon, além destas características, podem ainda apresentar alterações na forma dos dentes, como a macrodontia, dentes com tamanho anatomicamente maior que o habitual, alterações no número de dentes, com anodontia ou dentes supranumerários, alterações de erupção, com dente retido, erupção retardada ou erupção ectópica. Nesses casos de problemas com a erupção, os dentes mais acometidos são os caninos superiores.